# U-Kwon
Kim Yu-kwon (em coreano: 김유권, nascido em 9 de abril de 1992), mais conhecido pelo seu nome artístico U-Kwon (em coreano: 유권), é uma cantor sul-coreano, assinado sob o Seven Seasons. Ele é um vocalista e dançarino do Block B; ele também é membro da sub-unit BASTARZ junto com P.O e B-Bomb, assim como a sub-unit T2U com Taeil.

## Biografia
U-Kwon nasceu Kim Yu-kwon em Suwon, Coreia do Sul

## Carreira
U-Kwon estreou com o Block B em abril de 2011. Quatro anos mais tarde, foi anunciado que U-Kwon participaria da primeira sub-unit do Block B chamado BASTARZ, juntamente com os membros P.O e B-Bomb.  O primeiro álbum do grupo foi lançado em 13 de abril de 2015, e o segundo em 31 de outubro de 2016. Nesse meio tempo, U-Kwon, junto com B-Bomb, gravou a música "Bingle Bingle" no álbum Blooming Period, que foi lançado em 11 de abril de 2016.  U-Kwon lançou seu primeiro solo japonês, "Painless (痛 く な い)", em 24 de junho de 2016; a canção foi composta por ele para o curto filme de vampiro "Q Chan", no qual ele estrelou. 
Em 24 de junho de 2016, foi anunciado que U-Kwon havia sido escalado para o show de competição de dança Hit the Stage. U-Kwon venceu o episódio de estréia do show com uma rotina de dança em que ele interpretou o Coringa. 
Em junho de 2017, U-Kwon e o membro P.O do Block B receberam o "Maxim K-Model Icon Idol Award". 
U-Kwon realizou uma turnê de sete shows no Japão, de seis shows e seis cidades, de 26 de agosto a 7 de setembro de 2017, juntamente com Taeil, membro do Block B, como a sub-unit especial T2U.  U-Kwon também participou do álbum de projeto especial japonês "Block B: Project-1", lançado em 20 de setembro, apresentando a música "Winner" junto com P.O e a rapper japonesa Chanmina. 
Em 18 de outubro, foi anunciado que U-Kwon havia sido escolhido para sediar o show musical "The Power of K", juntamente com Nancy de Momoland e Shownu do MONSTA X. O show começou a ser transmitido em janeiro de 2018 na Coréia e no Japão.
Em dezembro de 2017, U-Kwon, juntamente com a cantora Rothy, lançou uma música OST para o drama Jugglers, intitulada "Baby Baby".
Em 8 de janeiro de 2018, Block B lançou o álbum "Re: Montage" com uma música solo de U-Kwon, "Everythin". Além de tocar a música, U-Kwon ajudou a escrever as letras. Ele won também escreveu as letras japonesas para a música "Good Bye" de 2018, que aparece no álbum "Block B The Best album", e a letra em japonês da música "Ocean", que aparece no álbum de estréia da sub-unit, T2U. 

## Vida pessoal
U-Kwon anunciado em dezembro de 2012, que ele está em um relacionamento com a modelo Jun Sun-hye.

## Filmografia

### Show de variedades
| Ano  | Rede            | Título               | Notas                    |
| ---- | --------------- | -------------------- | ------------------------ |
| 2016 | Mnet            | Hit the Stage        | Concorrente              |
| 2016 | OnStyle         | Lipstick Prince      | Membro do elenco com P.O |
| 2017 | MBC             | Ranking Show 1, 2, 3 | Painelista               |
| 2018 | KNDA TV (Japão) | Power of K           | Hospedeiro               |
| 2018 | MBC             | Ranking Show 1, 2, 3 | Painelista               |

### Dramas
| Ano  | Rede          | Título        | Função     |
| ---- | ------------- | ------------- | ---------- |
| 2015 | Daum Kakao TV | Jumping Girl  | Han Ga-eul |
| 2018 | KBS2          | Radio Romance | Kang Minu  |

### Filme
| Ano  | Título           | Função | Notas                                                       |
| ---- | ---------------- | ------ | ----------------------------------------------------------- |
| 2016 | Q Chan (Qちゃん) | Im     | Parte da vida diária emocionante (スリリングな日常) omnibus |

## Musicais
| Ano     | Título                                                           | Função         | Notas                          |
| ------- | ---------------------------------------------------------------- | -------------- | ------------------------------ |
| 2014-15 | All Shook Up                                                     | Elvis          | Produção de Seul               |
| 2015    | HARU~If You Can Return to that Day~ (HARU～あの日に戻れるなら～) | Kang Young-won | Produção de Tóquio             |
| 2015    | Run to You~Street Life~                                          | Suchan         | Produção de Tóquio, com Jaehyo |
| 2016-17 | In the Heights                                                   | Usnavi         | Produção de Seul, com Jaehyo   |
| 2017    | The Great Catsby                                                 | Hound          | Produção de Seul               |
| 2018    | Evil Dead: The Musical                                           | Scott          | Produção de Seul               |